# Ouled Chamekh
Pour les articles homonymes, voir Chamekh.
Ouled Chamekh (arabe : أولاد الشامخ) est une ville du Sahel, au centre-est de la Tunisie située au sud-ouest de la sebkha Sidi El Hani entre Essouassi et Kairouan.
Rattachée au gouvernorat de Mahdia, elle constitue une municipalité comptant 23 020 habitants en 2014 ; elle est aussi le chef-lieu d'une délégation.
Son nom signifiant « fils de Chamekh » témoigne de la sédentarisation de tribus nomades des hautes steppes de Tunisie. Cette faction fait partie de la tribu des Souassi qui domine la région.